# Warluis
 Warluis   ist eine französische Gemeinde mit 1220 Einwohnern (Stand 1. Januar 2022) im Département Oise in der Region Hauts-de-France. Sie gehört zum Arrondissement Beauvais und zum Kanton Beauvais-2. 

## Lage
Die Gemeinde Warluis liegt sechs Kilometer südöstlich von Beauvais. Im Nordosten reicht das Gemeindegebiet bis an den Fluss Thérain. Nachbargemeinden von Warluis sind Allonne, Rochy-Condé, Montreuil-sur-Thérain, Abbecourt und Beauvais.

## Bevölkerungsentwicklung
| Jahr      | 1962 | 1968 | 1975 | 1982 | 1990 | 1999 | 2010 | 2021 |
| Einwohner | 661  | 654  | 1004 | 1156 | 1129 | 1166 | 1121 | 1200 |

## Sehenswürdigkeiten
- Kirche Saint-Lucien, Monument historique
- Kapelle Saint-Sévérin in Merlemont
- Schloss Merlemont (Privatbesitz)
- Ruinen der Abtei von Saint-Arnoult (12. Jahrhundert)
- Klosterkapelle Saint-Arnoult
- Schloss Warluis (Privatbesitz)

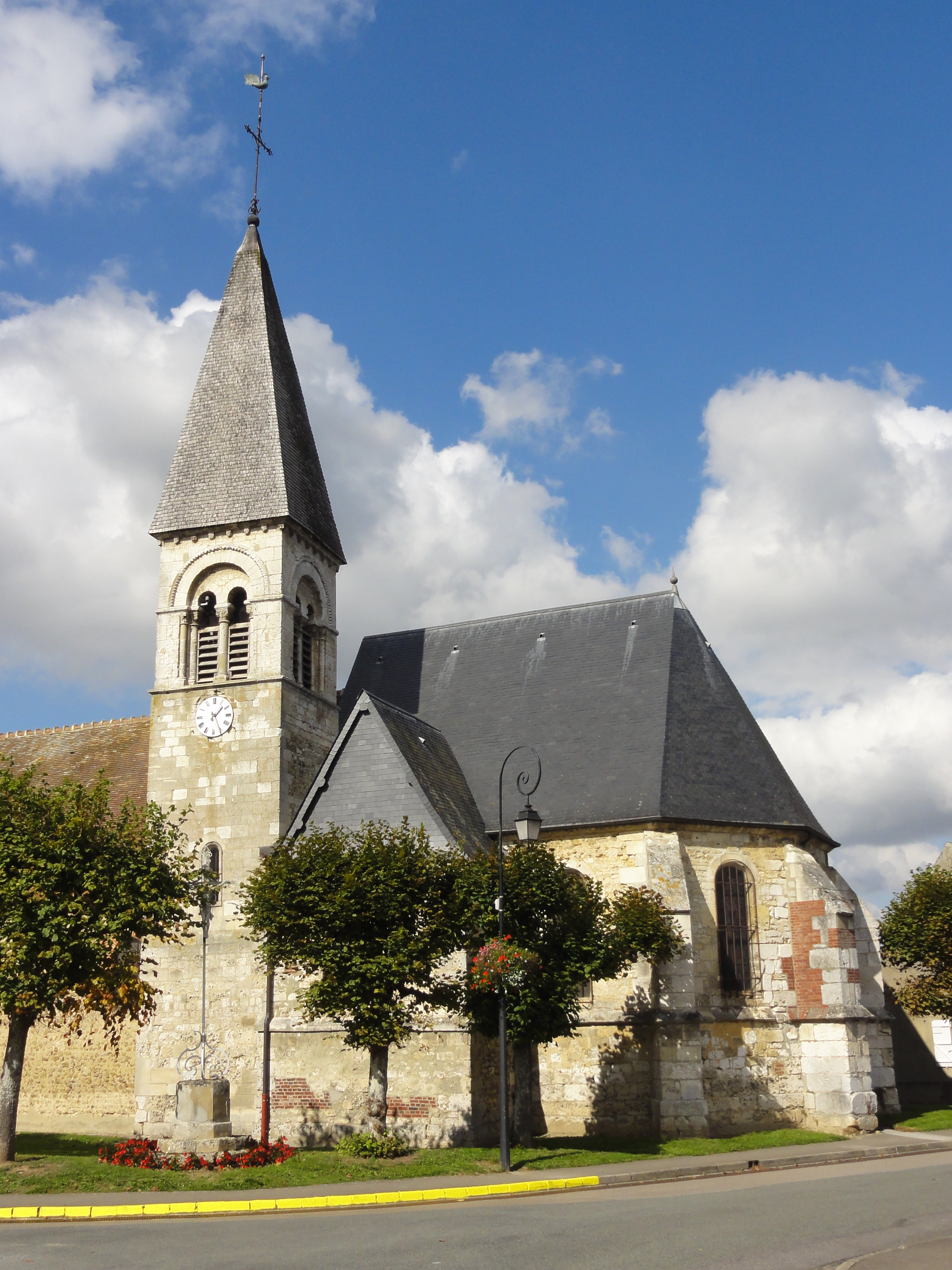
Kirche Saint-Lucien
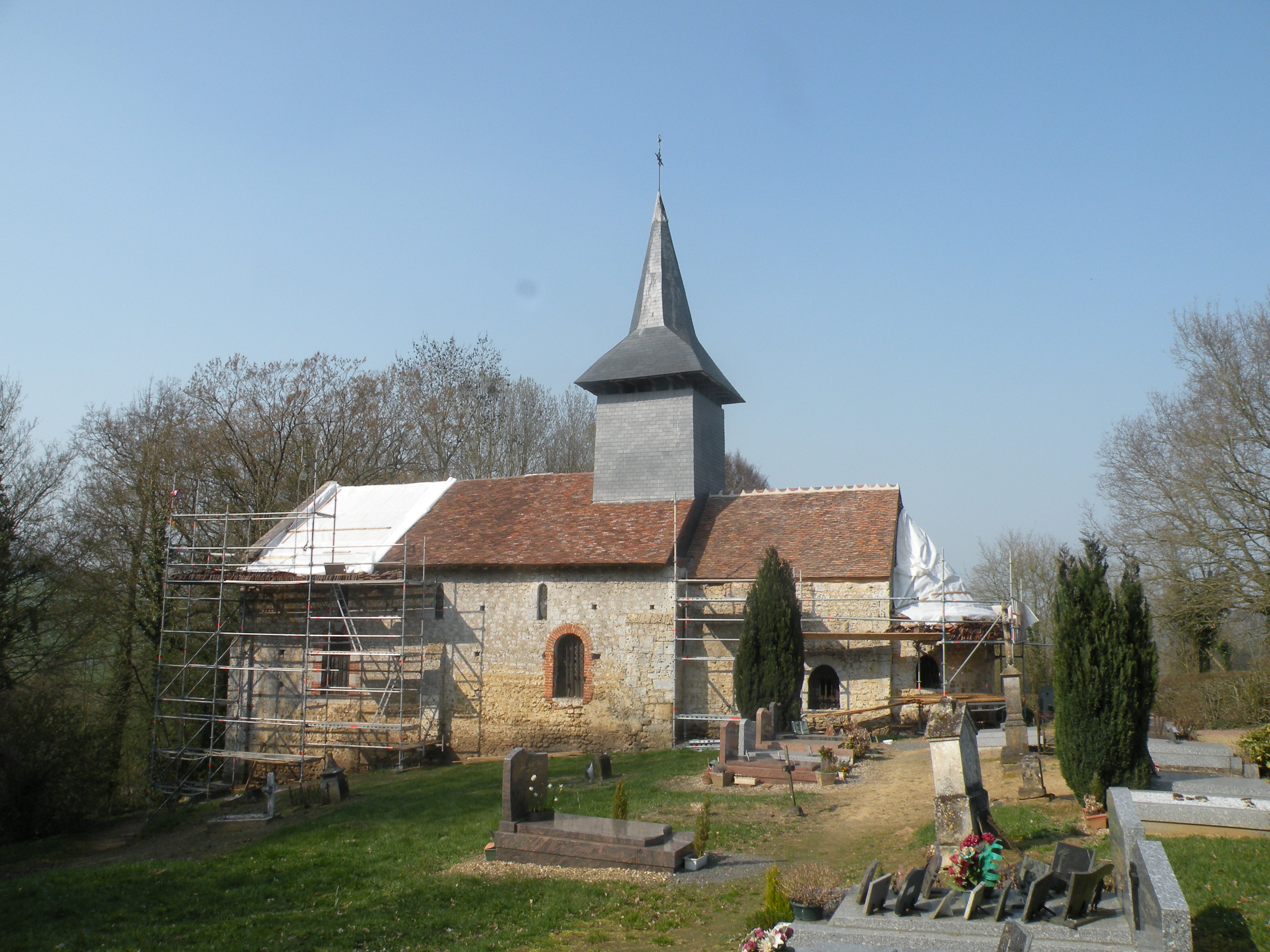
Kapelle Saint-Sévérin
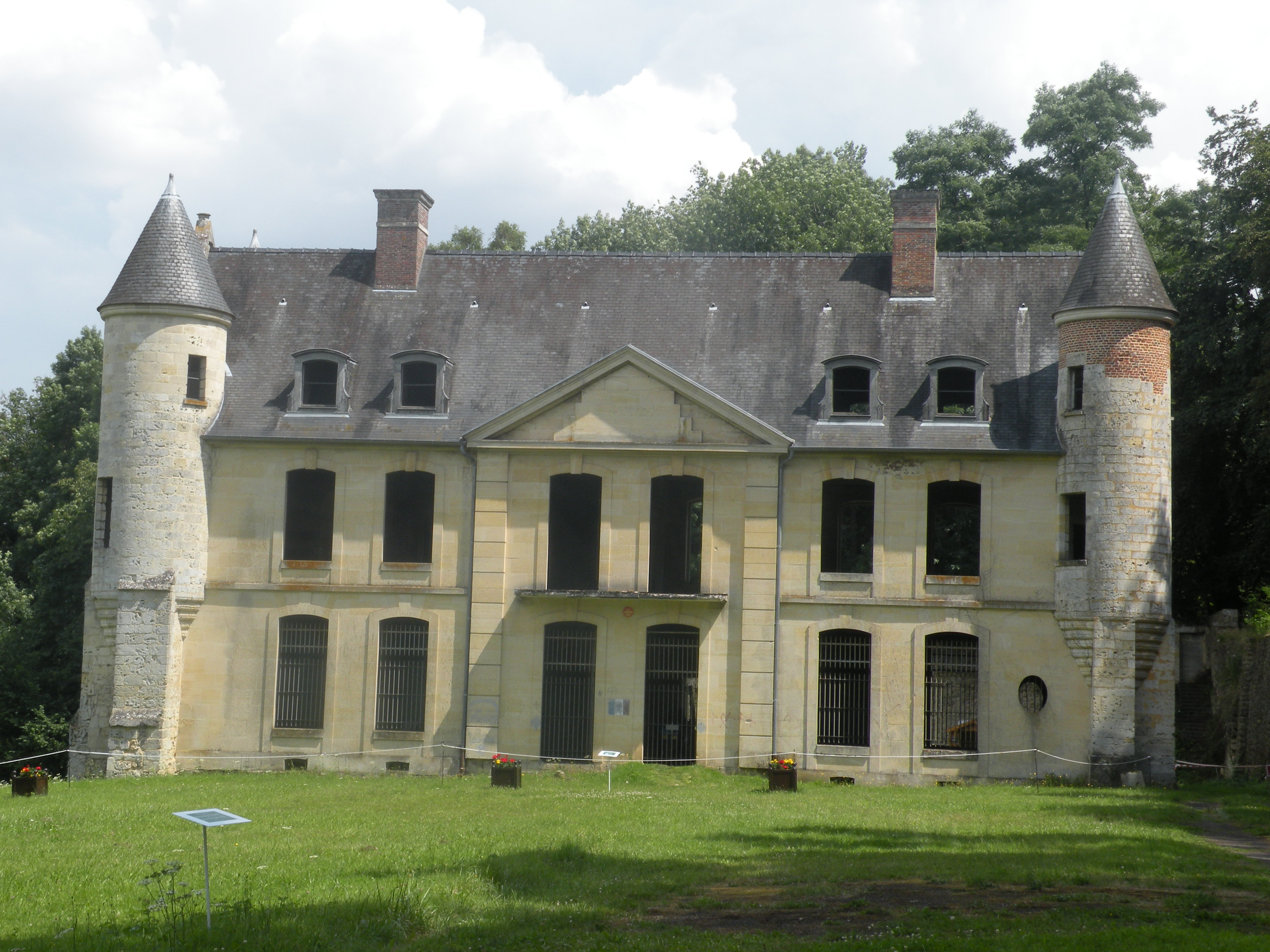
Schloss Merlemont
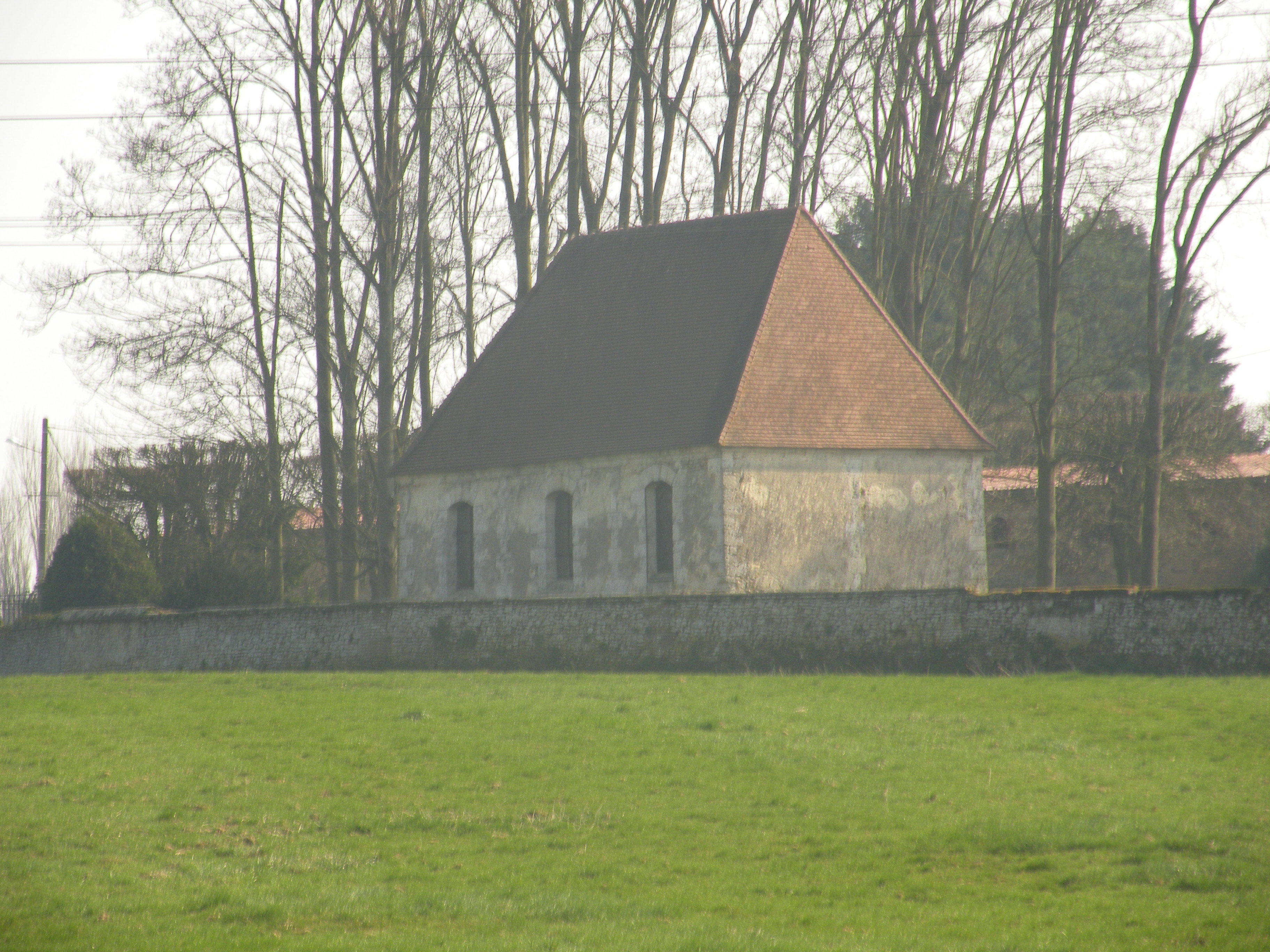
Schloss Warluis
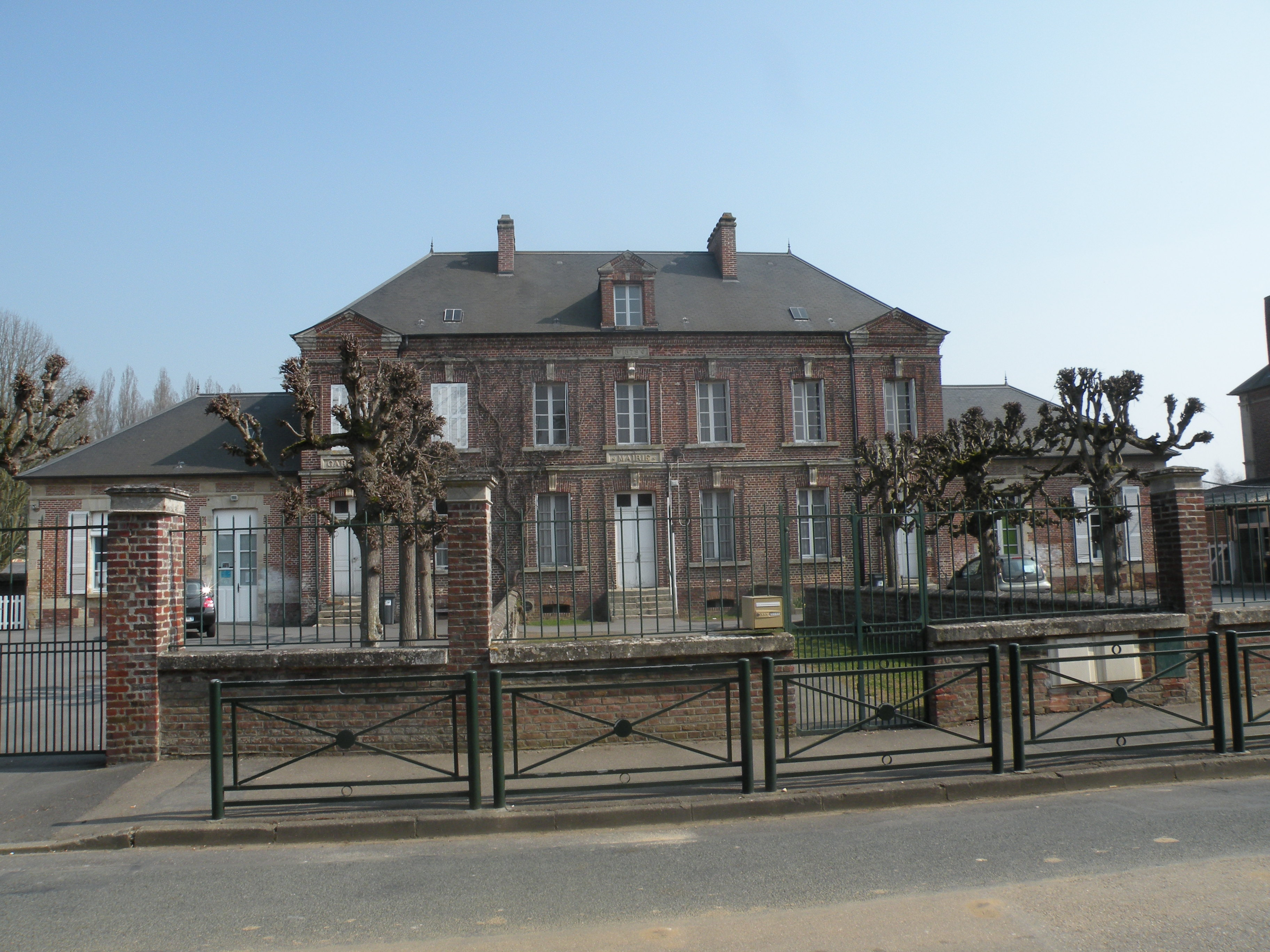
Schule
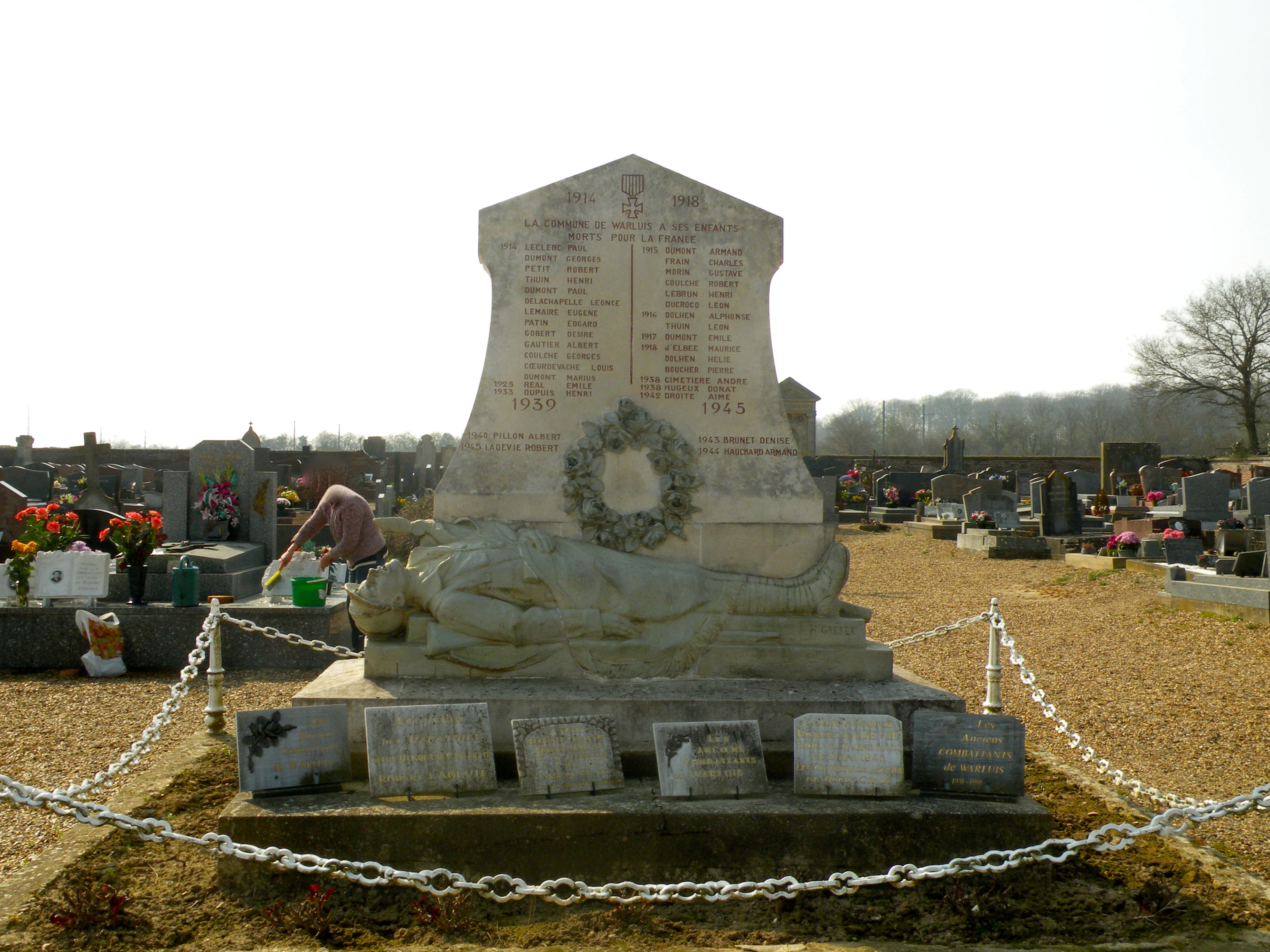
Gefallenendenkmal